# Carlo di Borbone-Francia (1686-1714)
Carlo di Francia, Duca di Berry (Versailles, 31 agosto 1686 – Marly-le-Roi, 5 maggio 1714), era un nipote di Luigi XIV di Francia. Sebbene fosse solo un nipote di Luigi XIV, Berry detenne il rango di Fils de France ("figlio di Francia") invece di Petit-fils de France ("nipote di Francia"), in quanto figlio del Delfino, erede al trono. Il duca di Berry fu per sette anni erede al trono di Spagna (1700–1707). Fu un membro del Casato dei Borbone.

## Biografia

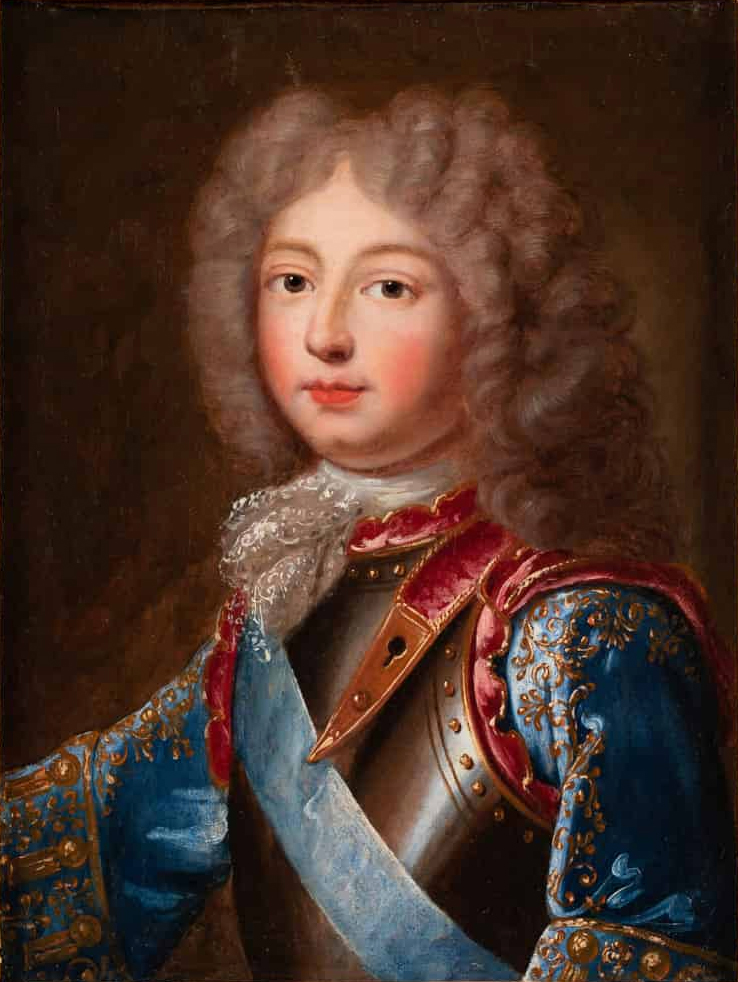
Carlo, duca di Berry di circa 14 anni, di artista sconosciuto.

Nato alla Reggia di Versailles, Carlo era il figlio minore di Luigi, il Gran Delfino e di Maria Anna di Baviera.
Uno dei tre figli, egli fu lo zio del futuro Luigi XV, figlio di suo fratello, Luigi, duca di Borgogna. L'altro fratello di Carlo, Filippo, duca d'Angiò, divenne il futuro Filippo V di Spagna. Carlo fu titolato Duca di Berry (duc de Berry) alla nascita, ma realmente non ha mai posseduto il Ducato.
Nel 1710, fu investito del suo appannaggio, consistente nei ducati di Alençon, di Angoulême, contea di Ponthieu e di altri feudi minori. Ponthieu fu scambiato qualche mese più tardi con altri domini. Con lettere patenti suo nonno gli permise di continuare a portare il titolo di "Duca di Berry".
In quanto terzogenito del Delfino, non ci si aspettava che Berry ereditasse il trono; e alla morte di suo padre nel 1711, suo fratello maggiore Luigi, duca di Borgogna divenne Delfino.
Tuttavia, in accordo con il testamento di Carlo II, re di Spagna, il duca di Berry fu l'erede presuntivo al trono di Spagna dal novembre 1700 fino al 15 agosto 1707 (nascita di suo nipote Luigi, principe delle Asturie). Rinunciato a tutti i suoi diritti alla successione spagnola il 24 novembre 1712, in applicazione dei trattati di Utrecht.
Come risultato del prestigio della sua nascita, i rami cadetti della famiglia reale vedevano in lui un ottimo partito per le proprie figlie. Una delle sue zie, Luisa Francesca di Borbone, princesse de Condé, una delle figlie legittimate di Luigi XIV e Madame de Montespan, propose la sua bellissima figlia, Luisa Elisabetta di Borbone-Condé, ma la proposta di matrimonio si concluse con un nulla di fatto, con molta irritazione dei Borbone-Condé.
La sorella della principessa di Condé Francesca Maria di Borbone, duchesse d'Orléans, suggerì poi il matrimonio con la propria figlia maggiore Maria Luisa Elisabetta d'Orléans. Il matrimonio con Maria Luisa Elisabetta, figlia di Filippo, duca d'Orléans, futuro reggente di Francia, avvenne il 6 luglio 1710. Il matrimonio fu infelice e dopo un aborto durante il primo parto di Maria Luisa Elisabetta, lei non dette più alla luce nessun figlio che vivesse più di un giorno o un paio di settimane.
Elisabetta Carlotta, Duchessa vedova d'Orléans e nonna paterna della moglie di Berry, lo soprannominò "Berry-Bon Cœur" ("Berry Buon Cuore") e in seguito scrisse del matrimonio tra lui e sua nipote:
Nel 1712, il fratello maggiore di Berry, Luigi, duca di Borgogna, Delfino di Francia, e di seguito il figlio maggiore, Luigi, duca di Bretagna morirono. Era prevedibile che Berry avrebbe fatto da reggente per il figlio più giovane di suo fratello, Luigi, duca d'Angiò. Ma, il 5 maggio 1714, morì di ferite interne riportate in un incidente di caccia. La sua morte rese i dettagli della Reggenza meno semplici rispetto a prima.

## Ascendenza
|                                |                           |                               | Genitori                    |  |  | Nonni |  |  | Bisnonni              |  |  | Trisnonni            |  |
|                                |                           |                               |                             |  |  |       |  |  | Luigi XIII di Francia |  |  | Enrico IV di Francia |  |
|                                |                           |                               |                             |  |  |       |  |  | Luigi XIII di Francia |  |  | Enrico IV di Francia |  |
|                                |                           | Maria de' Medici              |                             |  |  |       |  |  | Luigi XIII di Francia |  |  |                      |  |
| Luigi XIV di Francia           |                           |                               |                             |  |  |       |  |  | Luigi XIII di Francia |  |  |                      |  |
|                                |                           | Anna d'Asburgo                | Filippo III di Spagna       |  |  |       |  |  |                       |  |  |                      |  |
|                                |                           | Anna d'Asburgo                | Filippo III di Spagna       |  |  |       |  |  |                       |  |  |                      |  |
|                                |                           | Anna d'Asburgo                | Margherita d'Austria-Stiria |  |  |       |  |  |                       |  |  |                      |  |
| Luigi, il Gran Delfino         |                           | Anna d'Asburgo                |                             |  |  |       |  |  |                       |  |  |                      |  |
|                                |                           | Filippo IV di Spagna          | Filippo III di Spagna       |  |  |       |  |  |                       |  |  |                      |  |
|                                |                           | Filippo IV di Spagna          | Filippo III di Spagna       |  |  |       |  |  |                       |  |  |                      |  |
|                                |                           | Filippo IV di Spagna          | Margherita d'Austria-Stiria |  |  |       |  |  |                       |  |  |                      |  |
| Maria Teresa d'Asburgo         |                           | Filippo IV di Spagna          |                             |  |  |       |  |  |                       |  |  |                      |  |
|                                |                           | Elisabetta di Borbone-Francia | Enrico IV di Francia        |  |  |       |  |  |                       |  |  |                      |  |
|                                |                           | Elisabetta di Borbone-Francia | Enrico IV di Francia        |  |  |       |  |  |                       |  |  |                      |  |
|                                |                           | Elisabetta di Borbone-Francia | Maria de' Medici            |  |  |       |  |  |                       |  |  |                      |  |
| Carlo di Borbone-Francia       |                           | Elisabetta di Borbone-Francia |                             |  |  |       |  |  |                       |  |  |                      |  |
|                                | Massimiliano I di Baviera | Guglielmo V di Baviera        |                             |  |  |       |  |  |                       |  |  |                      |  |
|                                | Massimiliano I di Baviera | Guglielmo V di Baviera        |                             |  |  |       |  |  |                       |  |  |                      |  |
|                                | Massimiliano I di Baviera | Renata di Lorena              |                             |  |  |       |  |  |                       |  |  |                      |  |
| Ferdinando Maria di Baviera    | Massimiliano I di Baviera |                               |                             |  |  |       |  |  |                       |  |  |                      |  |
|                                |                           | Maria Anna d'Asburgo          | Ferdinando II d'Asburgo     |  |  |       |  |  |                       |  |  |                      |  |
|                                |                           | Maria Anna d'Asburgo          | Ferdinando II d'Asburgo     |  |  |       |  |  |                       |  |  |                      |  |
|                                |                           | Maria Anna d'Asburgo          | Maria Anna di Baviera       |  |  |       |  |  |                       |  |  |                      |  |
| Maria Anna Vittoria di Baviera |                           | Maria Anna d'Asburgo          |                             |  |  |       |  |  |                       |  |  |                      |  |
|                                |                           | Vittorio Amedeo I di Savoia   | Carlo Emanuele I di Savoia  |  |  |       |  |  |                       |  |  |                      |  |
|                                |                           | Vittorio Amedeo I di Savoia   | Carlo Emanuele I di Savoia  |  |  |       |  |  |                       |  |  |                      |  |
|                                |                           | Vittorio Amedeo I di Savoia   | Caterina Michela d'Asburgo  |  |  |       |  |  |                       |  |  |                      |  |
| Enrichetta Adelaide di Savoia  |                           | Vittorio Amedeo I di Savoia   |                             |  |  |       |  |  |                       |  |  |                      |  |
|                                |                           | Cristina di Borbone-Francia   | Enrico IV di Francia        |  |  |       |  |  |                       |  |  |                      |  |
|                                |                           | Cristina di Borbone-Francia   | Enrico IV di Francia        |  |  |       |  |  |                       |  |  |                      |  |
|                                |                           | Cristina di Borbone-Francia   | Maria de' Medici            |  |  |       |  |  |                       |  |  |                      |  |
|                                |                           | Cristina di Borbone-Francia   |                             |  |  |       |  |  |                       |  |  |                      |  |